# Interlands Andorrees voetbalelftal 2020-2029
Deze pagina toont een chronologisch en gedetailleerd overzicht van de interlands die het Andorrees voetbalelftal speelt en heeft gespeeld in de periode 2020 – 2029.

## Interlands

### 2020
|                                                                                     |         |       |         |                                                                                |
| 3 september UEFA Nations League Groep D1 № 167 «onderlinge duels» 19:00 uur (UTC+3) | Letland | 0 – 0 | Andorra | Daugavastadion, Riga Toeschouwers: 0 Scheidsrechter: Timotheos Christofi (CYP) |
| 3 september UEFA Nations League Groep D1 № 167 «onderlinge duels» 19:00 uur (UTC+3) |         |       |         | Daugavastadion, Riga Toeschouwers: 0 Scheidsrechter: Timotheos Christofi (CYP) |

|                                                                                     |         |                   |         |                                                                                        |
| 6 september UEFA Nations League Groep D1 № 168 «onderlinge duels» 15:00 uur (UTC+2) | Andorra | 0 – 1             | Faeröer | Estadi Nacional, Andorra la Vella Toeschouwers: 0 Scheidsrechter: Harald Lechner (AUT) |
| 6 september UEFA Nations League Groep D1 № 168 «onderlinge duels» 15:00 uur (UTC+2) |         | 31' Klæmint Olsen |         | Estadi Nacional, Andorra la Vella Toeschouwers: 0 Scheidsrechter: Harald Lechner (AUT) |

|                                                                        |                         |       |                                |                                                                                              |
| 7 oktober Vriendschappelijk № 169 «onderlinge duels» 20:45 uur (UTC+2) | Andorra                 | 1 – 2 | Kaapverdië                     | Estadi Nacional, Andorra la Vella Toeschouwers: 0 Scheidsrechter: José Munuera Montero (ESP) |
| 7 oktober Vriendschappelijk № 169 «onderlinge duels» 20:45 uur (UTC+2) | Carlos Ponck 17' (e.d.) |       | 8' Ryan Mendes 54' Ryan Mendes | Estadi Nacional, Andorra la Vella Toeschouwers: 0 Scheidsrechter: José Munuera Montero (ESP) |

|                                                                                    |         |       |       |                                                                                       |
| 10 oktober UEFA Nations League Groep D1 № 170 «onderlinge duels» 20:45 uur (UTC+2) | Andorra | 0 – 0 | Malta | Estadi Nacional, Andorra la Vella Toeschouwers: 0 Scheidsrechter: Alain Durieux (LUX) |
| 10 oktober UEFA Nations League Groep D1 № 170 «onderlinge duels» 20:45 uur (UTC+2) |         |       |       | Estadi Nacional, Andorra la Vella Toeschouwers: 0 Scheidsrechter: Alain Durieux (LUX) |

|                                                                                    |                                     |       |         |                                                                            |
| 13 oktober UEFA Nations League Groep D1 № 171 «onderlinge duels» 19:45 uur (UTC+1) | Faeröer                             | 2 – 0 | Andorra | Tórsvøllur, Tórshavn Toeschouwers: 412 Scheidsrechter: Antti Munukka (FIN) |
| 13 oktober UEFA Nations League Groep D1 № 171 «onderlinge duels» 19:45 uur (UTC+1) | Klæmint Olsen 19' Klæmint Olsen 33' |       |         | Tórsvøllur, Tórshavn Toeschouwers: 412 Scheidsrechter: Antti Munukka (FIN) |

|                                                                        | |       |         |                                                                            |
| 11 november Vriendschappelijk № 172 «onderlinge duels» 19:45 uur (UTC) | Portugal | 7 – 0 | Andorra | Estádio da Luz, Lissabon Toeschouwers: 0 Scheidsrechter: Alain Bieri (SUI) |
| 11 november Vriendschappelijk № 172 «onderlinge duels» 19:45 uur (UTC) | Pedro Neto 8' Paulinho 29' Renato Sanches 56' Paulinho 61' Emili García 76' (e.d.) Cristiano Ronaldo 85' João Félix 88' |       |         | Estádio da Luz, Lissabon Toeschouwers: 0 Scheidsrechter: Alain Bieri (SUI) |

|                                                                                     |                                                                  |       |               |                                                                                |
| 14 november UEFA Nations League Groep D1 № 173 «onderlinge duels» 15:00 uur (UTC+1) | Malta                                                            | 3 – 1 | Andorra       | Ta' Qalistadion, Ta' Qali Toeschouwers: 0 Scheidsrechter: Peter Kralović (SVK) |
| 14 november UEFA Nations League Groep D1 № 173 «onderlinge duels» 15:00 uur (UTC+1) | Emili García 56' (e.d.) Jurgen Degabriele 59' Shaun Dimech 90+3' |       | 3' Marc Rebés | Ta' Qalistadion, Ta' Qali Toeschouwers: 0 Scheidsrechter: Peter Kralović (SVK) |

|                                                                                     |         | |         |                                                                                             |
| 17 november UEFA Nations League Groep D1 № 174 «onderlinge duels» 20:45 uur (UTC+1) | Andorra | 0 – 5 | Letland | Estadi Nacional, Andorra la Vella Toeschouwers: 0 Scheidsrechter: Dimitar Mečkarovski (MKD) |
| 17 november UEFA Nations League Groep D1 № 174 «onderlinge duels» 20:45 uur (UTC+1) |         | 6' Antonijs Černomordijs 57' Jānis Ikaunieks 60' Jānis Ikaunieks 70' (pen.) Vladislavs Gutkovskis 90' (pen.) Raimonds Krollis |         | Estadi Nacional, Andorra la Vella Toeschouwers: 0 Scheidsrechter: Dimitar Mečkarovski (MKD) |

### 2021
|                                                                             |         |                   |         |                                                                                          |
| 25 maart WK-kwalificatie Groep I № 175 «onderlinge duels» 20:45 uur (UTC+1) | Andorra | 0 – 1             | Albanië | Estadi Nacional, Andorra la Vella Toeschouwers: 285 Scheidsrechter: Volen Tsjinkov (BUL) |
| 25 maart WK-kwalificatie Groep I № 175 «onderlinge duels» 20:45 uur (UTC+1) |         | 41' Ermir Lenjani |         | Estadi Nacional, Andorra la Vella Toeschouwers: 285 Scheidsrechter: Volen Tsjinkov (BUL) |

|                                                                             |                                                                   |       |         |                                                                                         |
| 28 maart WK-kwalificatie Groep I № 176 «onderlinge duels» 20:45 uur (UTC+2) | Polen                                                             | 3 – 0 | Andorra | Wojska Polskiegostadion, Warschau Toeschouwers: 0 Scheidsrechter: Erik Lambrechts (BEL) |
| 28 maart WK-kwalificatie Groep I № 176 «onderlinge duels» 20:45 uur (UTC+2) | Robert Lewandowski 30' Robert Lewandowski 55' Karol Świderski 88' |       |         | Wojska Polskiegostadion, Warschau Toeschouwers: 0 Scheidsrechter: Erik Lambrechts (BEL) |

|                                                                             |                         |       |                                                                            | |
| 28 maart WK-kwalificatie Groep I № 177 «onderlinge duels» 20:45 uur (UTC+2) | Andorra                 | 1 – 4 | Hongarije                                                                  | Estadi Nacional, Andorra la Vella Toeschouwers: 338 Scheidsrechter: Vilhjálmur Alvar Þórarinsson (ISL) |
| 28 maart WK-kwalificatie Groep I № 177 «onderlinge duels» 20:45 uur (UTC+2) | Marc Pujol 90+3' (pen.) |       | 45+2' Attila Fiola 51' Dániel Gazdag 58' László Kleinheisler 90' Loïc Nego | Estadi Nacional, Andorra la Vella Toeschouwers: 338 Scheidsrechter: Vilhjálmur Alvar Þórarinsson (ISL) |

|                                                                     |                |       |                                                                     |                                                                                          |
| 3 juni Vriendschappelijk № 178 «onderlinge duels» 18:00 uur (UTC+2) | Andorra        | 1 – 4 | Ierland                                                             | Estadi Nacional, Andorra la Vella Toeschouwers: 320 Scheidsrechter: Xavier Estrada (ESP) |
| 3 juni Vriendschappelijk № 178 «onderlinge duels» 18:00 uur (UTC+2) | Marc Vales 54' |       | 58' Troy Parrott 61' Troy Parrott 84' Jason Knight 90' Daryl Horgan | Estadi Nacional, Andorra la Vella Toeschouwers: 320 Scheidsrechter: Xavier Estrada (ESP) |

|                                                                     |         |       |           |                                                                                         |
| 7 juni Vriendschappelijk № 179 «onderlinge duels» 20:45 uur (UTC+2) | Andorra | 0 – 0 | Gibraltar | Estadi Nacional, Andorra la Vella Toeschouwers: 0 Scheidsrechter: Philip Farrugia (MLT) |
| 7 juni Vriendschappelijk № 179 «onderlinge duels» 20:45 uur (UTC+2) |         |       |           | Estadi Nacional, Andorra la Vella Toeschouwers: 0 Scheidsrechter: Philip Farrugia (MLT) |

|                                                                                |                               |       |            | |
| 2 september WK-kwalificatie Groep I № 180 «onderlinge duels» 20:45 uur (UTC+2) | Andorra                       | 2 – 0 | San Marino | Estadi Nacional, Andorra la Vella Toeschouwers: 1.400 Scheidsrechter: Jakob Kehlet (DEN) Video-assistent: Daniel Siebert (GER) |
| 2 september WK-kwalificatie Groep I № 180 «onderlinge duels» 20:45 uur (UTC+2) | Marc Vales 18' Marc Vales 24' |       |            | Estadi Nacional, Andorra la Vella Toeschouwers: 1.400 Scheidsrechter: Jakob Kehlet (DEN) Video-assistent: Daniel Siebert (GER) |

|                                                                                |                                                                           |       |         | |
| 5 september WK-kwalificatie Groep I № 181 «onderlinge duels» 17:00 uur (UTC+1) | Engeland                                                                  | 4 – 0 | Andorra | Wembley Stadium, Londen Toeschouwers: 67.171 Scheidsrechter: Anastasios Papapetrou (GRE) Video-assistent: Aristotelis Diamantopoulos (GRE) |
| 5 september WK-kwalificatie Groep I № 181 «onderlinge duels» 17:00 uur (UTC+1) | Jesse Lingard 28' Harry Kane 72' (pen.) Jesse Lingard 78' Bukayo Saka 85' |       |         | Wembley Stadium, Londen Toeschouwers: 67.171 Scheidsrechter: Anastasios Papapetrou (GRE) Video-assistent: Aristotelis Diamantopoulos (GRE) |

|                                                                                |                                       |       |                 | |
| 8 september WK-kwalificatie Groep I № 182 «onderlinge duels» 20:45 uur (UTC+2) | Hongarije                             | 2 – 1 | Andorra         | Puskás Aréna, Boedapest Toeschouwers: 46.240 Scheidsrechter: Rade Obrenovič (SVN) Video-assistent: Slavko Vinčić (SVN) |
| 8 september WK-kwalificatie Groep I № 182 «onderlinge duels» 20:45 uur (UTC+2) | Ádám Szalai 9' (pen.) Endre Botka 18' |       | 82' Max Llovera | Puskás Aréna, Boedapest Toeschouwers: 46.240 Scheidsrechter: Rade Obrenovič (SVN) Video-assistent: Slavko Vinčić (SVN) |

|                                                                              |         |                                                                                            |          | |
| 9 oktober WK-kwalificatie Groep I № 183 «onderlinge duels» 20:45 uur (UTC+2) | Andorra | 0 – 5                                                                                      | Engeland | Estadi Nacional, Andorra la Vella Toeschouwers: 2.285 Scheidsrechter: Kateryna Monzoel (UKR) Video-assistent: Stéphanie Frappart (FRA) |
| 9 oktober WK-kwalificatie Groep I № 183 «onderlinge duels» 20:45 uur (UTC+2) |         | 17' Ben Chilwell 40' Bukayo Saka 59' Tammy Abraham 79' James Ward-Prowse 86' Jack Grealish |          | Estadi Nacional, Andorra la Vella Toeschouwers: 2.285 Scheidsrechter: Kateryna Monzoel (UKR) Video-assistent: Stéphanie Frappart (FRA) |

|                                                                               |            |                                                      |         | |
| 12 oktober WK-kwalificatie Groep I № 184 «onderlinge duels» 20:45 uur (UTC+2) | San Marino | 0 – 3                                                | Andorra | Stadio Olimpico, Serravalle Toeschouwers: 243 Scheidsrechter: Halil Umut Meler (TUR) Video-assistent: Ali Palabıyık (TUR) |
| 12 oktober WK-kwalificatie Groep I № 184 «onderlinge duels» 20:45 uur (UTC+2) |            | 10' Marc Pujol 55' Sergi Moreno 89' Ricard Fernández |         | Stadio Olimpico, Serravalle Toeschouwers: 243 Scheidsrechter: Halil Umut Meler (TUR) Video-assistent: Ali Palabıyık (TUR) |

|                                                                                |                |       |                                                                                      | |
| 12 november WK-kwalificatie Groep I № 185 «onderlinge duels» 20:45 uur (UTC+1) | Andorra        | 1 – 4 | Polen                                                                                | Estadi Nacional, Andorra la Vella Toeschouwers: 1.049 Scheidsrechter: John Beaton (SCO) Video-assistent: Kevin Blom (NED) |
| 12 november WK-kwalificatie Groep I № 185 «onderlinge duels» 20:45 uur (UTC+1) | Marc Vales 45' |       | 5' Robert Lewandowski 11' Kamil Jóźwiak 45+2' Arkadiusz Milik 73' Robert Lewandowski | Estadi Nacional, Andorra la Vella Toeschouwers: 1.049 Scheidsrechter: John Beaton (SCO) Video-assistent: Kevin Blom (NED) |

|                                                                                |                         |       |         | |
| 15 november WK-kwalificatie Groep I № 186 «onderlinge duels» 20:45 uur (UTC+1) | Albanië                 | 1 – 0 | Andorra | Air Albaniastadion, Tirana Toeschouwers: 75 Scheidsrechter: Andris Treimanis (LVA) Video-assistent: Lawrence Visser (BEL) |
| 15 november WK-kwalificatie Groep I № 186 «onderlinge duels» 20:45 uur (UTC+1) | Endri Çekiçi 73' (pen.) |       |         | Air Albaniastadion, Tirana Toeschouwers: 75 Scheidsrechter: Andris Treimanis (LVA) Video-assistent: Lawrence Visser (BEL) |

### 2022
|                                                                       |                   |       |                      |                                                                                           |
| 25 maart Vriendschappelijk № 187 «onderlinge duels» 20:45 uur (UTC+1) | Andorra           | 1 – 0 | Saint Kitts en Nevis | Estadi Nacional, Andorra la Vella Toeschouwers: 0 Scheidsrechter: Jesús Gil Manzano (ESP) |
| 25 maart Vriendschappelijk № 187 «onderlinge duels» 20:45 uur (UTC+1) | Jordi Aláez 45+1' |       |                      | Estadi Nacional, Andorra la Vella Toeschouwers: 0 Scheidsrechter: Jesús Gil Manzano (ESP) |

|                                                                       |                   |       |         |                                                                                          |
| 28 maart Vriendschappelijk № 188 «onderlinge duels» 20:00 uur (UTC+2) | Andorra           | 1 – 0 | Grenada | Estadi Nacional, Andorra la Vella Toeschouwers: 0 Scheidsrechter: César Soto Grado (ESP) |
| 28 maart Vriendschappelijk № 188 «onderlinge duels» 20:00 uur (UTC+2) | Victor Bernat 58' |       |         | Estadi Nacional, Andorra la Vella Toeschouwers: 0 Scheidsrechter: César Soto Grado (ESP) |

|                                                                                |                                                                     |       |         | |
| 3 juni UEFA Nations League Groep D1 № 189 «onderlinge duels» 19:00 uur (UTC+3) | Letland                                                             | 3 – 0 | Andorra | Daugavastadion, Riga Toeschouwers: 5.863 Scheidsrechter: Tomasz Musiał (POL) Video-assistent: Piotr Lasyk (POL) |
| 3 juni UEFA Nations League Groep D1 № 189 «onderlinge duels» 19:00 uur (UTC+3) | Roberts Uldriķis 9' Roberts Uldriķis 81' Jānis Ikaunieks 85' (pen.) |       |         | Daugavastadion, Riga Toeschouwers: 5.863 Scheidsrechter: Tomasz Musiał (POL) Video-assistent: Piotr Lasyk (POL) |

|                                                                                |         |       |          | |
| 6 juni UEFA Nations League Groep D1 № 190 «onderlinge duels» 20:45 uur (UTC+2) | Andorra | 0 – 0 | Moldavië | Estadi Nacional, Andorra la Vella Toeschouwers: 756 Scheidsrechter: Lionel Tschudi (SUI) Video-assistent: Lukas Fähndrich (SUI) |
| 6 juni UEFA Nations League Groep D1 № 190 «onderlinge duels» 20:45 uur (UTC+2) |         |       |          | Estadi Nacional, Andorra la Vella Toeschouwers: 756 Scheidsrechter: Lionel Tschudi (SUI) Video-assistent: Lukas Fähndrich (SUI) |

|                                                                                 |                                       |       |                   | |
| 10 juni UEFA Nations League Groep D1 № 191 «onderlinge duels» 20:45 uur (UTC+2) | Andorra                               | 2 – 1 | Liechtenstein     | Estadi Nacional, Andorra la Vella Toeschouwers: 932 Scheidsrechter: Nejc Kajtazović (SVN) Video-assistent: Rade Obrenovič (SVN) |
| 10 juni UEFA Nations League Groep D1 № 191 «onderlinge duels» 20:45 uur (UTC+2) | Jordi Aláez 78' (pen.) Txus Rubio 82' |       | 90+3' Livio Meier | Estadi Nacional, Andorra la Vella Toeschouwers: 932 Scheidsrechter: Nejc Kajtazović (SVN) Video-assistent: Rade Obrenovič (SVN) |

|                                                                                 |                                                      |       |                     | |
| 14 juni UEFA Nations League Groep D1 № 192 «onderlinge duels» 21:45 uur (UTC+3) | Moldavië                                             | 2 – 1 | Andorra             | Zimbrustadion, Chisinau Toeschouwers: 4.275 Scheidsrechter: Peter Kjærsgaard-Andersen (DEN) Video-assistent: Darren England (ENG) |
| 14 juni UEFA Nations League Groep D1 № 192 «onderlinge duels» 21:45 uur (UTC+3) | Mihail Caimacov 26' (pen.) Ion Nicolăescu 50' (pen.) |       | 45+4' Márcio Vieira | Zimbrustadion, Chisinau Toeschouwers: 4.275 Scheidsrechter: Peter Kjærsgaard-Andersen (DEN) Video-assistent: Darren England (ENG) |

|                                                                                      |               |                                 |         | |
| 22 september UEFA Nations League Groep D1 № 193 «onderlinge duels» 20:45 uur (UTC+2) | Liechtenstein | 0 – 2                           | Andorra | Rheinparkstadion, Vaduz Toeschouwers: 914 Scheidsrechter: Juxhin Xhaja (ALB) Video-assistent: Luca Pairetto (ITA) |
| 22 september UEFA Nations League Groep D1 № 193 «onderlinge duels» 20:45 uur (UTC+2) |               | 4' Albert Rosas 80' Joan Cervós |         | Rheinparkstadion, Vaduz Toeschouwers: 914 Scheidsrechter: Juxhin Xhaja (ALB) Video-assistent: Luca Pairetto (ITA) |

|                                                                                      |                  |       |                           | |
| 25 september UEFA Nations League Groep D1 № 194 «onderlinge duels» 15:00 uur (UTC+2) | Andorra          | 1 – 1 | Letland                   | Estadi Nacional, Andorra la Vella Toeschouwers: 1.102 Scheidsrechter: Anastasios Papapetrou (GRE) Video-assistent: Aggelos Evangelou (GRE) |
| 25 september UEFA Nations League Groep D1 № 194 «onderlinge duels» 15:00 uur (UTC+2) | Albert Rosas 88' |       | 50' Vladislavs Gutkovskis | Estadi Nacional, Andorra la Vella Toeschouwers: 1.102 Scheidsrechter: Anastasios Papapetrou (GRE) Video-assistent: Aggelos Evangelou (GRE) |

|                                                                          |         |                      |            |                                                                                          |
| 16 november Vriendschappelijk № 195 «onderlinge duels» 18:00 uur (UTC+1) | Andorra | 0 – 1                | Oostenrijk | Estadio La Rosaleda, Málaga Toeschouwers: 150 Scheidsrechter: José Munuera Montero (ESP) |
| 16 november Vriendschappelijk № 195 «onderlinge duels» 18:00 uur (UTC+1) |         | 87' Marko Arnautović |            | Estadio La Rosaleda, Málaga Toeschouwers: 150 Scheidsrechter: José Munuera Montero (ESP) |

|                                                                          |                   |       |         |                                                                                          |
| 19 november Vriendschappelijk № 196 «onderlinge duels» 18:00 uur (UTC+1) | Gibraltar         | 1 – 0 | Andorra | Victoriastadion, Gibraltar Toeschouwers: 2.006 Scheidsrechter: Abdullah Al Kandari (KUW) |
| 19 november Vriendschappelijk № 196 «onderlinge duels» 18:00 uur (UTC+1) | Roy Chipolina 34' |       |         | Victoriastadion, Gibraltar Toeschouwers: 2.006 Scheidsrechter: Abdullah Al Kandari (KUW) |

### 2023
|                                                                             |         |                                 |          | |
| 25 maart EK-kwalificatie Groep I № 197 «onderlinge duels» 20:45 uur (UTC+1) | Andorra | 0 – 2                           | Roemenië | Estadi Nacional, Andorra la Vella Toeschouwers: 2.927 Scheidsrechter: Dario Bel (CRO) Video-assistent: Paolo Valeri (ITA) |
| 25 maart EK-kwalificatie Groep I № 197 «onderlinge duels» 20:45 uur (UTC+1) |         | 35' Dennis Man 50' Denis Alibec |          | Estadi Nacional, Andorra la Vella Toeschouwers: 2.927 Scheidsrechter: Dario Bel (CRO) Video-assistent: Paolo Valeri (ITA) |

|                                                                             |                   |       |                  | |
| 28 maart EK-kwalificatie Groep I № 198 «onderlinge duels» 20:45 uur (UTC+2) | Kosovo            | 1 – 1 | Andorra          | Fadil Vokrristadion, Pristina Toeschouwers: 12.600 Scheidsrechter: Sebastian Gishamer (AUT) Video-assistent: Christian-Petru Ciochirca (AUT) |
| 28 maart EK-kwalificatie Groep I № 198 «onderlinge duels» 20:45 uur (UTC+2) | Edon Zhegrova 59' |       | 61' Albert Rosas | Fadil Vokrristadion, Pristina Toeschouwers: 12.600 Scheidsrechter: Sebastian Gishamer (AUT) Video-assistent: Christian-Petru Ciochirca (AUT) |

|                                                                            |                   |       |                                  | |
| 16 juni EK-kwalificatie Groep I № 199 «onderlinge duels» 20:45 uur (UTC+2) | Andorra           | 1 – 2 | Zwitserland                      | Estadi Nacional, Andorra la Vella Toeschouwers: 2.490 Scheidsrechter: Balázs Berke (HUN) Video-assistent: Ivan Bebek (CRO) |
| 16 juni EK-kwalificatie Groep I № 199 «onderlinge duels» 20:45 uur (UTC+2) | Márcio Vieira 67' |       | 7' Remo Freuler 32' Zeki Amdouni | Estadi Nacional, Andorra la Vella Toeschouwers: 2.490 Scheidsrechter: Balázs Berke (HUN) Video-assistent: Ivan Bebek (CRO) |

|                                                                            |                                  |       |                  | |
| 19 juni EK-kwalificatie Groep I № 200 «onderlinge duels» 21:45 uur (UTC+3) | Israël                           | 2 – 1 | Andorra          | Teddystadion, Jeruzalem Toeschouwers: 13.300 Scheidsrechter: Dragomir Draganov (BUL) Video-assistent: Michael Fabbri (ITA) |
| 19 juni EK-kwalificatie Groep I № 200 «onderlinge duels» 21:45 uur (UTC+3) | Raz Shlomo 42' Manor Solomon 61' |       | 52' Albert Rosas | Teddystadion, Jeruzalem Toeschouwers: 13.300 Scheidsrechter: Dragomir Draganov (BUL) Video-assistent: Michael Fabbri (ITA) |

|                                                                                |         |       |             | |
| 9 september EK-kwalificatie Groep I № 201 «onderlinge duels» 18:00 uur (UTC+2) | Andorra | 0 – 0 | Wit-Rusland | Estadi Nacional, Andorra la Vella Toeschouwers: 1.026 Scheidsrechter: Eldorjan Hamiti (ALB) Video-assistent: Kreshnik Barjamaj (ALB) |
| 9 september EK-kwalificatie Groep I № 201 «onderlinge duels» 18:00 uur (UTC+2) |         |       |             | Estadi Nacional, Andorra la Vella Toeschouwers: 1.026 Scheidsrechter: Eldorjan Hamiti (ALB) Video-assistent: Kreshnik Barjamaj (ALB) |

|                                                                                 |                                                         |       |         | |
| 12 september EK-kwalificatie Groep I № 202 «onderlinge duels» 20:45 uur (UTC+2) | Zwitserland                                             | 3 – 0 | Andorra | Stade de Tourbillon, Sion Toeschouwers: 9.000 Scheidsrechter: Elçin Məsiyev (AZE) Video-assistent: Mete Kalkavan (TUR) |
| 12 september EK-kwalificatie Groep I № 202 «onderlinge duels» 20:45 uur (UTC+2) | Cedric Itten 49' Granit Xhaka 84' Xherdan Shaqiri 90+3' |       |         | Stade de Tourbillon, Sion Toeschouwers: 9.000 Scheidsrechter: Elçin Məsiyev (AZE) Video-assistent: Mete Kalkavan (TUR) |

|                                                                               |         |                                                      |        | |
| 12 oktober EK-kwalificatie Groep I № 203 «onderlinge duels» 20:45 uur (UTC+2) | Andorra | 0 – 3                                                | Kosovo | Estadi Nacional, Andorra la Vella Toeschouwers: 1.207 Scheidsrechter: Nick Walsh (SCO) Video-assistent: Andrew Dallas (SCO) |
| 12 oktober EK-kwalificatie Groep I № 203 «onderlinge duels» 20:45 uur (UTC+2) |         | 26' Milot Rashica 71' Milot Rashica 83' Altin Zeqiri |        | Estadi Nacional, Andorra la Vella Toeschouwers: 1.207 Scheidsrechter: Nick Walsh (SCO) Video-assistent: Andrew Dallas (SCO) |

|                                                                               |                                                                               |       |         | |
| 15 oktober EK-kwalificatie Groep I № 204 «onderlinge duels» 21:45 uur (UTC+3) | Roemenië                                                                      | 4 – 0 | Andorra | Arena Națională, Boekarest Toeschouwers: 21.723 Scheidsrechter: Kristo Tohver (EST) Video-assistent: Pascal Müller (GER) |
| 15 oktober EK-kwalificatie Groep I № 204 «onderlinge duels» 21:45 uur (UTC+3) | Nicolae Stanciu 23' Ianis Hagi 28' Răzvan Marin 44' (pen.) Florinel Coman 50' |       |         | Arena Națională, Boekarest Toeschouwers: 21.723 Scheidsrechter: Kristo Tohver (EST) Video-assistent: Pascal Müller (GER) |

|                                                                                |                     |       |         | |
| 18 november EK-kwalificatie Groep I № 205 «onderlinge duels» 18:00 uur (UTC+1) | Wit-Rusland         | 1 – 0 | Andorra | Szusza Ferencstadion, Boedapest (Hongarije) Toeschouwers: 0 Scheidsrechter: Boelat Sarijev (KAZ) Video-assistent: Ivan Bebek (CRO) |
| 18 november EK-kwalificatie Groep I № 205 «onderlinge duels» 18:00 uur (UTC+1) | Dzjanis Laptsew 83' |       |         | Szusza Ferencstadion, Boedapest (Hongarije) Toeschouwers: 0 Scheidsrechter: Boelat Sarijev (KAZ) Video-assistent: Ivan Bebek (CRO) |

|                                                                                |         |                                       |        | |
| 21 november EK-kwalificatie Groep I № 206 «onderlinge duels» 20:45 uur (UTC+1) | Andorra | 0 – 2                                 | Israël | Estadi Nacional, Andorra la Vella Toeschouwers: 568 Scheidsrechter: Sascha Stegemann (GER) Video-assistent: Sören Storks (GER) |
| 21 november EK-kwalificatie Groep I № 206 «onderlinge duels» 20:45 uur (UTC+1) |         | 29' (e.d.) Joan Cervós 81' Gadi Kinda |        | Estadi Nacional, Andorra la Vella Toeschouwers: 568 Scheidsrechter: Sascha Stegemann (GER) Video-assistent: Sören Storks (GER) |

### 2024
|                                                                       |                   |       |                     |                                                                                     |
| 21 maart Vriendschappelijk № 207 «onderlinge duels» 22:00 uur (UTC+1) | Zuid-Afrika       | 1 – 1 | Andorra             | 19 mei 1956-stadion, Annaba Toeschouwers: 200 Scheidsrechter: Nabil Boukhalfa (ALG) |
| 21 maart Vriendschappelijk № 207 «onderlinge duels» 22:00 uur (UTC+1) | Elias Mokwana 25' |       | 6' Ricard Fernández | 19 mei 1956-stadion, Annaba Toeschouwers: 200 Scheidsrechter: Nabil Boukhalfa (ALG) |

|                                                                       |                 |       |         |                                                                                        |
| 25 maart Vriendschappelijk № 208 «onderlinge duels» 22:00 uur (UTC+1) | Bolivia         | 1 – 0 | Andorra | 19 mei 1956-stadion, Annaba Toeschouwers: 2.500 Scheidsrechter: Houssam Benyahia (ALG) |
| 25 maart Vriendschappelijk № 208 «onderlinge duels» 22:00 uur (UTC+1) | Ramiro Vaca 13' |       |         | 19 mei 1956-stadion, Annaba Toeschouwers: 2.500 Scheidsrechter: Houssam Benyahia (ALG) |

|                                                                     |                                                                                               |       |         |                                                                                          |
| 5 juni Vriendschappelijk № 209 «onderlinge duels» 21:30 uur (UTC+2) | Spanje                                                                                        | 5 – 0 | Andorra | Estadio Nuevo Vivero, Badajoz Toeschouwers: 14.300 Scheidsrechter: Gustavo Correia (POR) |
| 5 juni Vriendschappelijk № 209 «onderlinge duels» 21:30 uur (UTC+2) | Ayoze Pérez 24' Mikel Oyarzabal 53' Mikel Oyarzabal 66' Mikel Oyarzabal 73' Ferran Torres 81' |       |         | Estadio Nuevo Vivero, Badajoz Toeschouwers: 14.300 Scheidsrechter: Gustavo Correia (POR) |

|                                                                      |                                     |       |         |                                                                                       |
| 11 juni Vriendschappelijk № 210 «onderlinge duels» 20:45 uur (UTC+2) | Noord-Ierland                       | 2 – 0 | Andorra | Estadio Nueva Condomina, Murcia Toeschouwers: 500 Scheidsrechter: Jason Barcelo (GIB) |
| 11 juni Vriendschappelijk № 210 «onderlinge duels» 20:45 uur (UTC+2) | Conor Bradley 16' Conor Bradley 22' |       |         | Estadio Nueva Condomina, Murcia Toeschouwers: 500 Scheidsrechter: Jason Barcelo (GIB) |

|                                                                          |              |       |         |                                                                                   |
| 4 september Vriendschappelijk № 211 «onderlinge duels» 18:00 uur (UTC+2) | Gibraltar    | 1 – 0 | Andorra | Europa Point Stadium, Gibraltar Toeschouwers: onb. Scheidsrechter: Tom Owen (WAL) |
| 4 september Vriendschappelijk № 211 «onderlinge duels» 18:00 uur (UTC+2) | Dan Bent 18' |       |         | Europa Point Stadium, Gibraltar Toeschouwers: onb. Scheidsrechter: Tom Owen (WAL) |

|                                                                                      |         |                    |       | |
| 10 september UEFA Nations League Groep D2 № 212 «onderlinge duels» 20:45 uur (UTC+2) | Andorra | 0 – 1              | Malta | Estadi Nacional, Andorra la Vella Toeschouwers: 812 Scheidsrechter: Mohammed Al-Hakim (SWE) Video-assistent: Jarred Gillett (ENG) |
| 10 september UEFA Nations League Groep D2 № 212 «onderlinge duels» 20:45 uur (UTC+2) |         | 45' Ryan Camenzuli |       | Estadi Nacional, Andorra la Vella Toeschouwers: 812 Scheidsrechter: Mohammed Al-Hakim (SWE) Video-assistent: Jarred Gillett (ENG) |

|                                                                                    |                                       |       |         | |
| 10 oktober UEFA Nations League Groep D2 № 213 «onderlinge duels» 19:00 uur (UTC+3) | Moldavië                              | 2 – 0 | Andorra | Zimbrustadion, Chisinau Toeschouwers: 6.442 Scheidsrechter: Miloš Milanović (SRB) Video-assistent: Momčilo Marković (SRB) |
| 10 oktober UEFA Nations League Groep D2 № 213 «onderlinge duels» 19:00 uur (UTC+3) | Artur Ioniţă 31' Maxim Cojocaru 90+5' |       |         | Zimbrustadion, Chisinau Toeschouwers: 6.442 Scheidsrechter: Miloš Milanović (SRB) Video-assistent: Momčilo Marković (SRB) |

|                                                                         |                                 |       |            |                                                                                                  |
| 13 oktober Vriendschappelijk № 214 «onderlinge duels» 18:00 uur (UTC+2) | Andorra                         | 2 – 0 | San Marino | Estadi Nacional, Andorra la Vella Toeschouwers: onb. Scheidsrechter: Juan Martínez Munuera (ESP) |
| 13 oktober Vriendschappelijk № 214 «onderlinge duels» 18:00 uur (UTC+2) | Albert Rosas 10' Marc Pujol 39' |       |            | Estadi Nacional, Andorra la Vella Toeschouwers: onb. Scheidsrechter: Juan Martínez Munuera (ESP) |

|                                                                                     |         |                           |          | |
| 16 november UEFA Nations League Groep D2 № 215 «onderlinge duels» 18:00 uur (UTC+1) | Andorra | 0 – 1                     | Moldavië | Estadi Nacional, Andorra la Vella Toeschouwers: 984 Scheidsrechter: Boelat Sarijev (KAZ) Video-assistent: Jochem Kamphuis (NED) |
| 16 november UEFA Nations League Groep D2 № 215 «onderlinge duels» 18:00 uur (UTC+1) |         | 90+2' Virgiliu Postolachi |          | Estadi Nacional, Andorra la Vella Toeschouwers: 984 Scheidsrechter: Boelat Sarijev (KAZ) Video-assistent: Jochem Kamphuis (NED) |

|                                                                                     |       |       |         | |
| 19 november UEFA Nations League Groep D2 № 216 «onderlinge duels» 20:45 uur (UTC+1) | Malta | 0 – 0 | Andorra | Ta' Qalistadion, Ta' Qali Toeschouwers: 3.142 Scheidsrechter: Luka Bilbija (BIH) Video-assistent: Robert Schröder (GER) |
| 19 november UEFA Nations League Groep D2 № 216 «onderlinge duels» 20:45 uur (UTC+1) |       |       |         | Ta' Qalistadion, Ta' Qali Toeschouwers: 3.142 Scheidsrechter: Luka Bilbija (BIH) Video-assistent: Robert Schröder (GER) |

### 2025
|                                                                             |         |                |         | |
| 21 maart WK-kwalificatie Groep K № 217 «onderlinge duels» 20:45 uur (UTC+1) | Andorra | 0 – 1          | Letland | Estadi Nacional, Andorra la Vella Toeschouwers: 957 Scheidsrechter: Giorgi Kroeasjvili (GEO) Video-assistent: Giorgi Avazasjvili (GEO) |
| 21 maart WK-kwalificatie Groep K № 217 «onderlinge duels» 20:45 uur (UTC+1) |         | 58' Dario Šits |         | Estadi Nacional, Andorra la Vella Toeschouwers: 957 Scheidsrechter: Giorgi Kroeasjvili (GEO) Video-assistent: Giorgi Avazasjvili (GEO) |

|                                                                             |                                              |       |         | |
| 24 maart WK-kwalificatie Groep K № 218 «onderlinge duels» 20:45 uur (UTC+1) | Albanië                                      | 3 – 0 | Andorra | Air Albaniastadion, Tirana Toeschouwers: 17.183 Scheidsrechter: Sebastian Gishamer (AUT) Video-assistent: Manuel Schüttengruber (AUT) |
| 24 maart WK-kwalificatie Groep K № 218 «onderlinge duels» 20:45 uur (UTC+1) | Rey Manaj 9' Rey Manaj 19' Myrto Uzuni 90+2' |       |         | Air Albaniastadion, Tirana Toeschouwers: 17.183 Scheidsrechter: Sebastian Gishamer (AUT) Video-assistent: Manuel Schüttengruber (AUT) |

|                                                                           |         |                |          | |
| 7 juni WK-kwalificatie Groep K № 219 «onderlinge duels» 18:00 uur (UTC+2) | Andorra | 0 – 1          | Engeland | RCDE Stadium, Cornellà de Llobregat Toeschouwers: 8.872 Scheidsrechter: Igor Pajač (CRO) Video-assistent: Fran Jović (CRO) |
| 7 juni WK-kwalificatie Groep K № 219 «onderlinge duels» 18:00 uur (UTC+2) |         | 50' Harry Kane |          | RCDE Stadium, Cornellà de Llobregat Toeschouwers: 8.872 Scheidsrechter: Igor Pajač (CRO) Video-assistent: Fran Jović (CRO) |

|                                                                            |                                                                                |       |         | |
| 10 juni WK-kwalificatie Groep K № 220 «onderlinge duels» 20:45 uur (UTC+2) | Servië                                                                         | 3 – 0 | Andorra | Dubočicastadion, Leskovac Toeschouwers: 7.576 Scheidsrechter: Aliyar Ağayev (AZE) Video-assistent: Gianluca Aureliano (ITA) |
| 10 juni WK-kwalificatie Groep K № 220 «onderlinge duels» 20:45 uur (UTC+2) | Aleksandar Mitrović 12' Aleksandar Mitrović 24' Aleksandar Mitrović 53' (pen.) |       |         | Dubočicastadion, Leskovac Toeschouwers: 7.576 Scheidsrechter: Aliyar Ağayev (AZE) Video-assistent: Gianluca Aureliano (ITA) |

|                                                                                |          |   |         |                                                                    |
| 6 september WK-kwalificatie Groep K № 221 «onderlinge duels» 17:00 uur (UTC+1) | Engeland | – | Andorra | Villa Park, Birmingham Toeschouwers: n.n.b. Scheidsrechter: n.n.b. |
| 6 september WK-kwalificatie Groep K № 221 «onderlinge duels» 17:00 uur (UTC+1) |          |   |         | Villa Park, Birmingham Toeschouwers: n.n.b. Scheidsrechter: n.n.b. |

|                                                                          |         |   |         |                                                                      |
| 9 september Vriendschappelijk № 222 «onderlinge duels» 19:00 uur (UTC+3) | Estland | – | Andorra | A. Le Coq Arena, Tallinn Toeschouwers: n.n.b. Scheidsrechter: n.n.b. |
| 9 september Vriendschappelijk № 222 «onderlinge duels» 19:00 uur (UTC+3) |         |   |         | A. Le Coq Arena, Tallinn Toeschouwers: n.n.b. Scheidsrechter: n.n.b. |

|                                                                               |         |   |         |                                                                  |
| 11 oktober WK-kwalificatie Groep K № 223 «onderlinge duels» 16:00 uur (UTC+3) | Letland | – | Andorra | Daugavastadion, Riga Toeschouwers: n.n.b. Scheidsrechter: n.n.b. |
| 11 oktober WK-kwalificatie Groep K № 223 «onderlinge duels» 16:00 uur (UTC+3) |         |   |         | Daugavastadion, Riga Toeschouwers: n.n.b. Scheidsrechter: n.n.b. |

|                                                                               |         |   |        |                                                    |
| 14 oktober WK-kwalificatie Groep K № 224 «onderlinge duels» 20:45 uur (UTC+2) | Andorra | – | Servië | n.n.b. Toeschouwers: n.n.b. Scheidsrechter: n.n.b. |
| 14 oktober WK-kwalificatie Groep K № 224 «onderlinge duels» 20:45 uur (UTC+2) |         |   |        | n.n.b. Toeschouwers: n.n.b. Scheidsrechter: n.n.b. |

|                                                                                |         |   |         |                                                    |
| 13 november WK-kwalificatie Groep K № 225 «onderlinge duels» 20:45 uur (UTC+1) | Andorra | – | Albanië | n.n.b. Toeschouwers: n.n.b. Scheidsrechter: n.n.b. |
| 13 november WK-kwalificatie Groep K № 225 «onderlinge duels» 20:45 uur (UTC+1) |         |   |         | n.n.b. Toeschouwers: n.n.b. Scheidsrechter: n.n.b. |

|                                                                       |         |   |         |                                                                         |
| 17 november Vriendschappelijk № 226 «onderlinge duels» n.n.b. (UTC+2) | Finland | – | Andorra | Olympisch Stadion, Helsinki Toeschouwers: n.n.b. Scheidsrechter: n.n.b. |
| 17 november Vriendschappelijk № 226 «onderlinge duels» n.n.b. (UTC+2) |         |   |         | Olympisch Stadion, Helsinki Toeschouwers: n.n.b. Scheidsrechter: n.n.b. |

FAF · A-internationals · Statistieken · Bondscoaches · Andorrees vrouwenelftal · Andorra U21 · Andorra U20 · Andorra U19 · Andorra U18 · Andorra U17 · Andorra U16
1990 – 1999 · 2000 – 2009 · 2010 – 2019 · 2020 − 2029
1996 · 1997 · 1998 · 1999 · 2000 · 2001 · 2002 · 2003 · 2004 · 2005 · 2006 · 2007 · 2008 · 2009 · 2010 · 2011 · 2012 · 2013 · 2014 · 2015 · 2016 · 2017 · 2018 · 2019 · 2020 · 2021 · 2022 · 2023 · 2024
Albanië ·
Armenië ·
Azerbeidzjan ·
België ·
Bolivia ·
Bosnië en Herzegovina ·
Brazilië ·
Bulgarije ·
China ·
Cyprus ·
Engeland ·
Equatoriaal-Guinea ·
Estland ·
Faeröer ·
Finland ·
Frankrijk ·
Gabon ·
Georgië ·
Gibraltar ·
Grenada ·
Hongarije ·
Ierland ·
IJsland ·
Indonesië ·
Israël ·
Kaapverdië ·
Kazachstan ·
Kosovo ·
Kroatië ·
Letland ·
Liechtenstein ·
Litouwen ·
Malta ·
Moldavië ·
Nederland ·
Noord-Ierland ·
Noord-Macedonië ·
Oekraïne ·
Oostenrijk ·
Polen ·
Portugal ·
Qatar ·
Roemenië ·
Rusland ·
Saint Kitts en Nevis ·
San Marino ·
Servië ·
Slowakije ·
Spanje ·
Tsjechië ·
Turkije ·
Verenigde Arabische Emiraten ·
Wales ·
Wit-Rusland ·
Zuid-Afrika ·
Zwitserland
CONMEBOL: Argentinië · Bolivia · Brazilië · Chili · Colombia · Ecuador · Paraguay · Peru · Uruguay · Venezuela

UEFA: Albanië · Andorra · Armenië · Azerbeidzjan · België · Bosnië en Herzegovina · Bulgarije · Cyprus · Denemarken · Duitsland · Engeland · Estland · Faeröer · Finland · Frankrijk · Georgië · Gibraltar · Griekenland · Hongarije · IJsland · Ierland · Israël · Italië · Kazachstan · Kosovo · Kroatië · Letland · Liechtenstein · Litouwen · Luxemburg · Malta · Moldavië · Montenegro · Nederland · Noord-Ierland · Noord-Macedonië · Noorwegen · Oekraïne · Oostenrijk · Polen · Portugal · Roemenië · Rusland · San Marino · Schotland · Servië · Slovenië · Slowakije · Spanje · Tsjechië · Turkije · Wales · Wit-Rusland · Zweden · Zwitserland

AFC: Australië · China · Irak · Iran · Japan · Libanon · Oezbekistan · Oman · Qatar · Saoedi-Arabië · Syrië · Verenigde Arabische Emiraten · Vietnam · Zuid-Korea

CAF: Algerije · Burkina Faso · Congo-Kinshasa · Egypte · Ghana · Ivoorkust · Kaapverdië · Kameroen · Mali · Marokko · Nigeria · Senegal · Tunesië · Zuid-Afrika

CONCACAF: Canada · Costa Rica · Curaçao · El Salvador · Honduras · Jamaica · Mexico · Panama · Suriname · Verenigde Staten

OFC: Nieuw-Zeeland